# Hitman's Wife's Bodyguard
Hitman's Wife's Bodyguard is een Amerikaanse komische actiefilm uit 2021, geregisseerd door Patrick Hughes. De film is een vervolg op de film The Hitman's Bodyguard uit 2017 met terugkeerde rollen voor Ryan Reynolds, Samuel L. Jackson, Salma Hayek, Richard E. Grant en Gary Oldman. Ook spelen de Nederlandse acteurs Noortje Herlaar, Barry Atsma en Tine Joustra wederom in de film.

## Verhaal
De bodyguard Michael Bryce voert een speciale operatie uit aan de Amalfikust. Bryce's taak is om te proberen een cyberaanval te voorkomen die zou kunnen leiden tot de ineenstorting van de Europese Unie en zijn oude kennissen helpen hem daarbij, de beruchte huurmoordenaar Darius Kincaid en zijn vrouw Sonia.

## Rolverdeling
| Acteur             | Personage              | Opmerkingen                   |
| ------------------ | ---------------------- | ----------------------------- |
| Ryan Reynolds      | Michael Bryce          | Een lijfwacht                 |
| Samuel L. Jackson  | Darius Kincaid         | Een huurmoordenaar            |
| Salma Hayek        | Sonia Kincaid          | De vrouw van Darius           |
| Frank Grillo       | Bobby O'Neill          | Een Interpol-agent            |
| Antonio Banderas   | Aristotle Papadopoulos | Een scheepvaartmagnaat        |
| Morgan Freeman     | Michael Bryce Sr.      | Michael's stiefvader          |
| Richard E. Grant   | Mr. Seifert            | Een oude medewerker van Bryce |
| Gary Oldman        | Vladislav Dukhovich    |                               |
| Tom Hopper         | Magnusson              |                               |
| Caroline Goodall   | Crowley                |                               |
| Rebecca Front      | Michael's therapeut    |                               |
| Kristofer Kamiyasu | Zento                  |                               |

## Release
De film ging in première op 10 juni 2021 in Mexico na te zijn uitgesteld. De oorspronkelijke releasedatum was op 28 augustus 2020 als gevolg van de COVID-19-pandemie. In de Verenigde Staten werd de film op 16 juni 2021 uitgegracht door Lionsgate.

## Ontvangst
Op Rotten Tomatoes heeft Hitman's Wife's Bodyguard een waarde van 26% en een gemiddelde score van 4,40/10, gebaseerd op 172 recensies. Op Metacritic heeft de film een gemiddelde score van 32/100, gebaseerd op 36 recensies.